# Robbie Ross
Robert Baldwin «Robbie» Ross (Tours, 25 de maig de 1869 – Londres, 5 d'octubre de 1918) va ser un periodista, crític i marxant d'art canadenc, conegut per la seva relació amb Oscar Wilde, de qui va ser un amic proper i marmessor literari. Net del dirigent reformista canadenc Robert Baldwin, i fill de John Ross i Augusta Elizabeth Baldwin, Ross va ser una figura central en l'escena literària i artística londinenca des de la meitat dels anys 1890 fins a la seva mort primerenca, i va assessorar diverses figures literàries, incloent-hi Siegfried Sassoon. La seva homosexualitat oberta, en un període on era il·legal, li va comportar molts tràngols.

## Biografia

### Primers anys
Ross va néixer a la ciutat francesa de Tours. La seva mare, Elizabeth Baldwin, va ser la filla gran de Robert Baldwin, un advocat i polític torontès que en la dècada de 1840, juntament amb el seu soci polític Louis-Hippolyte Lafontaine, va portar Canadà a ser una autonomia de la Gran Bretanya. El pare de Ross, John Ross, va ser un advocat torontès que va gaudir d'una carrera política molt reeixida, com a procurador general de l'Alt Canadà, fiscal general, president i portaveu del Consell Legislatiu, director i president de la xarxa de trens Grand Trunk Railway, i senador canadenc. Es va convertir en el president del Senat el 1869.
Ross era el menor de cinc fills, amb dues germanes, Mary i Maria, i dos germans, John i Alexander. La família es va traslladar a Tours el 1866 quan Elizabeth estava embarassada de Maria, que va néixer el 1867, l'any de la Confederació Canadenca. John va absentar-se en gran manera de les seves funcions com a senador fins que va ser elegit president del Senat el 1869, l'any de naixement de Robbie, fet que va fer que la seva tornada a Canadà fos inevitable. La resta de la família el van seguir el 1870. John va morir el gener de 1871 i Elizabeth va traslladar la família a Londres l'abril de l'any següent.

### Cambridge
En 1888 Ross va ser acceptat en el Kings College de Cambridge, on va ser víctima de l'assetjament escolar, probablement a causa de la seva sexualitat, de la qual no s'amagava, i potser també la seva franquesa sobre el paper de la universitat. Ross va contreure pneumònia després que un nombre d'estudiants el capbussessin en una font, segons Ross, amb el ple suport d'un professor, Arthur Augustus Tilley. Després de recuperar-se, va lluitar per una disculpa dels seus companys, que va rebre, i també va buscar l'acomiadament de Tilley. La universitat es va negar a sancionar Tilley i Ross va abandonar el centre. Poc després d'això, va sortir de l'armari a la seva família.

### Oscar Wilde
Ross va treballar com a periodista i crític, però no es va escapar de l'escàndol. Es creu que va ser el primer amant masculí d'Oscar Wilde el 1886, fins i tot abans d'anar a Cambridge. El 1893, uns pocs anys abans de l'empresonament de Wilde, Ross va tenir una relació sexual amb una jove de setze anys, fill d'uns amics. El noi va confessar als seus pares que havia participat en l'activitat sexual amb Ross i també va admetre una trobada sexual amb Lord Alfred Douglas sent hoste a la casa de Ross. Després d'una bona dosi de pànic i reunions frenètiques amb els advocats, els pares estaven convençuts de no denunciar-ho a la policia, ja que en aquell moment el seu fill podria ser vist igualment com a culpable i s'enfrontarien a la possibilitat d'anar a la presó.
L'1 de març de 1895 Wilde, Douglas i Ross es van apropar a un advocat, Charles Octavius Humphreys, amb la intenció de demandar el marquès de Queensberry, pare de Douglas, per difamació criminal. Humphreys va demanar a Wilde directament si hi havia alguna cosa de certa en les al·legacions de Queensberry sobre l'activitat homosexual entre Wilde i Douglas, a la qual Wilde va respondre «no». Humphreys va sol·licitar una ordre de detenció contra Queensberry, i va demanar que Edward Clarke i Charles Willie Mathews representessin Wilde. El seu fill, Travers Humphreys, va actuar com a advocat aprenent pel processament posterior en el cas de Wilde vs Queensbury.
Després de l'empresonament de Wilde el 1895, Ross se'n va anar a l'estranger, però va tornar per oferir suport financer i emocional a Wilde durant els seus últims anys. Ross es va mantenir lleial a Wilde i era amb ell quan va morir el 30 de novembre del 1900.

### Després d'Oscar Wilde
Ross es va convertir en marmessor literari de Wilde, el que significava que havia de localitzar i comprar els drets per a tots els textos de Wilde, que havien estat venuts juntament amb les possessions de Wilde quan es va declarar en fallida. Ross va ser assessorat en aquesta tasca per Christopher Millard Sclater, que va compilar una bibliografia definitiva dels escrits de Wilde. Ross va donar als fills de Wilde els drets de totes les obres del seu pare, juntament amb els diners obtinguts de la seva publicació o el rendiment mentre es era marmessor.

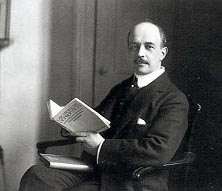
Robert Baldwin Ross, el 1911

El 1908, uns anys després de la mort de Wilde, Ross va produir l'edició definitiva de les seves obres. Ross també va ser responsable d'encarregar a Jacob Epstein que produís l'escultura de la tomba de Wilde. Fins i tot va demanar que Epstein dissenyés un petit compartiment per a les pròpies cendres de Ross. Com a resultat de la seva fidelitat amb Wilde fins i tot en la mort, Ross va ser venjativament perseguit per Lord Alfred Douglas, que va intentar diverses vegades que fos detingut i jutjat per conducta homosexual.
De 1901 a 1908, en una col·laboració personal i professional amb More Adey, Ross va dirigir la Galeria Carfax, una petita galeria comercial a Londres cofundada per John Fothergill i l'artista William Rothenstein. Carfax va dur a terme exposicions d'obres d'artistes com Aubrey Beardsley, William Blake i John Singer Sargent. Després de deixar Carfax, Ross va treballar com a crític d'art de The Morning Post.
Durant la Primera Guerra Mundial, Ross va ser mentor d'un grup de joves, majoritàriament poetes i artistes homosexuals, incloent-hi Siegfried Sassoon i Wilfred Owen. També va ser un amic proper dels fills de Wilde Vyvyan Holland i Cyril Holland.
A principis de 1918, durant l'ofensiva de primavera alemanya, Noel Pemberton Billing, diputat conservador del Parlament, va publicar un article titulat «The Cult of the Clitoris» en què va acusar els membres del cercle de Ross d'estar entre els 47.000 homosexuals que estaven traint la nació als alemanys. Maud Allan, una actriu que havia interpretat Salomé de Wilde en una actuació autoritzada per Ross, es va identificar com a membre de la «secta». Ella va demandar sense èxit acusar Billing per difamació, causant una impressió nacional a la Gran Bretanya. L'incident va provocar una situació incòmoda per Ross i els seus associats.
Més tard, el 1918 Ross es disposava a viatjar a Melbourne per inaugurar una exposició a la National Gallery of Victoria, quan va morir sobtadament a Londres.
El 1950, en el cinquantè aniversari de la mort de Wilde, les cendres de Ross es van col·locar a la tomba de Wilde al cementiri del Père-Lachaise de París.

## Obra
Ross va ser capaç de confiar en una assignació i després una herència de la seva família rica, que el va deixar lliure per a perseguir els seus interessos. La seva principal contribució a la literatura rau en la seva obra, no només com a marmessor de Wilde, sinó també, anteriorment, com un lector amable, però crític de molts dels seus textos.
Ross també va provar sort com a escriptor. Va escriure una introducció a l'obra de Wilde Salomé. El seu llibre Masques and Phases és un recull d'històries curtes i crítiques publicades anteriorment. Com a crític d'art, Ross va ser molt crític amb els pintors postimpressionistes.

## Llegat
Hi ha hagut tres grans biografies de la vida de Ross: Wilde's Devoted Friend: A Life of Robert Ross 1869–1918 (1990), de Maureen Borland; Robbie Ross (2000) de Jonathan Fryer i The Secret Life of Oscar Wilde (2003) de Neil McKenna, que examina en detall la sexualitat de Ross. També destaca l'edició de Margery Ross Robert Ross. Friend of Friends. Letters to Robert Ross, Art Critic and Writer, together with extracts from his published articles (1952).
El 2008 el grup Bradford MSGI de la Universitat de Bradford va posar el nom de Ross Robbie a la seva col·lecció de la Biblioteca d'Alliberament.

## En la cultura popular
- Florence Earle Coates va dedicar-li el seu poema «To R. R.: On Rereading the "De Profundis" of Oscar Wilde» (1912).
- Ross té apareix breument en la novel·la The Eye in the Door de Pat Barker. L'agitació de Noel Pemberton Billing contra ell i el seu cercle s'esmenta coma teló de fons de la història principal.
- El protagonista de la novel·la The Wars (1977) de Timothy Findley s'anomena com ell.[9] El Ross històric apareix com a personatge en la novel·la Pilgrim de Findley.
- Va ser interpretat per Emrys Jones en la pel·lícula Els judicis contra Oscar Wilde (1960) i per Michael Sheen a Wilde (1997).
- Ross va ser un personatge principal en l'obra The Judas Kiss (1998) de David Hare.
- Robert Ross té un paper important en la novel·la gràfica Melmoth de Dave Sim, que formava només una petita part de la sèrie Cerebus the Aardvark. Melmoth està tangencialment relacionat amb la història principal i narra els últims dies i la mort de Wilde després de la seva sortida de la presó, amb cites de fonts primàries. El títol al·ludeix a l'àlies de Wilde, Sebastian Melmoth, que havia adoptat després de sortir de la presó.